# 増田盛次
増田 盛次（ました もりつぐ）は、安土桃山時代から江戸時代初期にかけての武将。別名に宗重。兵部大輔を称した。増田長盛の次男。兄に長勝、弟に新兵衛。

## 生涯
天正18年（1590年）、豊臣秀次に仕えて盛次と名乗る。豊臣秀吉と秀次の関係が悪化すると、文禄3年（1594年）秀吉の命によって徳川家康に仕えた。文禄4年（1595年）7月15日に秀次が切腹すると大和郡山城で謹慎した。
慶長5年（1600年）の関ヶ原の戦いでは父・長盛と共に西軍に付き大津城の戦いに参陣したという。戦後、増田家は改易され長盛は流罪に処されたが、盛次と庶兄・長勝夫婦は叔父・増田長俊の養子となり連座を免れ、盛次は徳川家康、次いでその子である尾張藩主・徳川義直に仕える。長盛の家督は末弟の新兵衛が相続した。
慶長19年（1614年）の大坂冬の陣では徳川方として参戦し、戦功をあげた。しかし豊臣恩顧としての心情から城方が勝つと笑い、寄せ手が勝つと苦い顔をしていたという。このことが冬の陣後に家康の耳に達し、「流石増田の子」と称賛される。その後、主君・義直の了解を得て尾張家を離れ、父・長盛とも相談の上で大坂城に入城する。家康は長盛の監視をゆるやかにするようにと言ったと伝わる。
慶長20年（1615年）5月6日、父・長盛が元服の烏帽子親を務めた長宗我部盛親隊に属し、八尾に進軍。徳川方の藤堂高虎隊と交戦する。当初は優勢であったが、その後形勢は徐々に逆転し、長宗我部隊は撤退を余儀なくされた。盛次が殿軍を務めたが、藤堂隊の追撃は激しく、藤堂家臣の磯野行尚（磯野員昌の孫）に討ち取られた。享年不詳。その討死は「はれなる」と称された。

## 逸話
- 父・長盛の家臣であった渡辺了に槍術を学んだと言われる。